# Yanagimachi ijsbaan
De Yanagimachi ijsbaan (釧路市柳町スケートリンク) is een ijsbaan in Kushiro in de prefectuur Hokkaido in het noorden van Japan. De openlucht-kunstijsbaan is geopend in 1971 en ligt op 1 meter boven zeeniveau. Op het binnenterrein ligt een geasfalteerde rolschaatsbaan.
Baanrecords teamsprint
- Vrouwen: 1:39.87 door  Misaki Tsuji, Mikuru Matsushima, Miki Aro
- Mannen: 1:26.25 door  Shouta Ichiba, Yuuta Hirose, Taiki Yokosawa

## Grote wedstrijden
Internationale kampioenschappen
- 2003 - WK junioren

Nationale kampioenschappen
- 1991 - JK allround
- 1995 - JK allround
- 2000 - JK allround
- 2001 - JK sprint
- 2007 - JK allround
- 2008 - JK sprint
- 2011 - JK allround
- 2013 - JK sprint